# Castell de Neurathen
Castell de Neurathen (alemany: Felsenburg Neurathen), que va ser esmentat per primera vegada amb aquest nom l'any 1755, es troba a prop de les famoses roques de Bastei prop de Rathen a la Suïssa saxona a l'estat alemany de Saxònia. Va ser el castell de roca més gran de la regió, però avui només s'han conservat les estances excavades a la roca, els passadissos, la cisterna i els suports de bigues de l'antiga superestructura de fusta.

## Museu a l'aire lliure

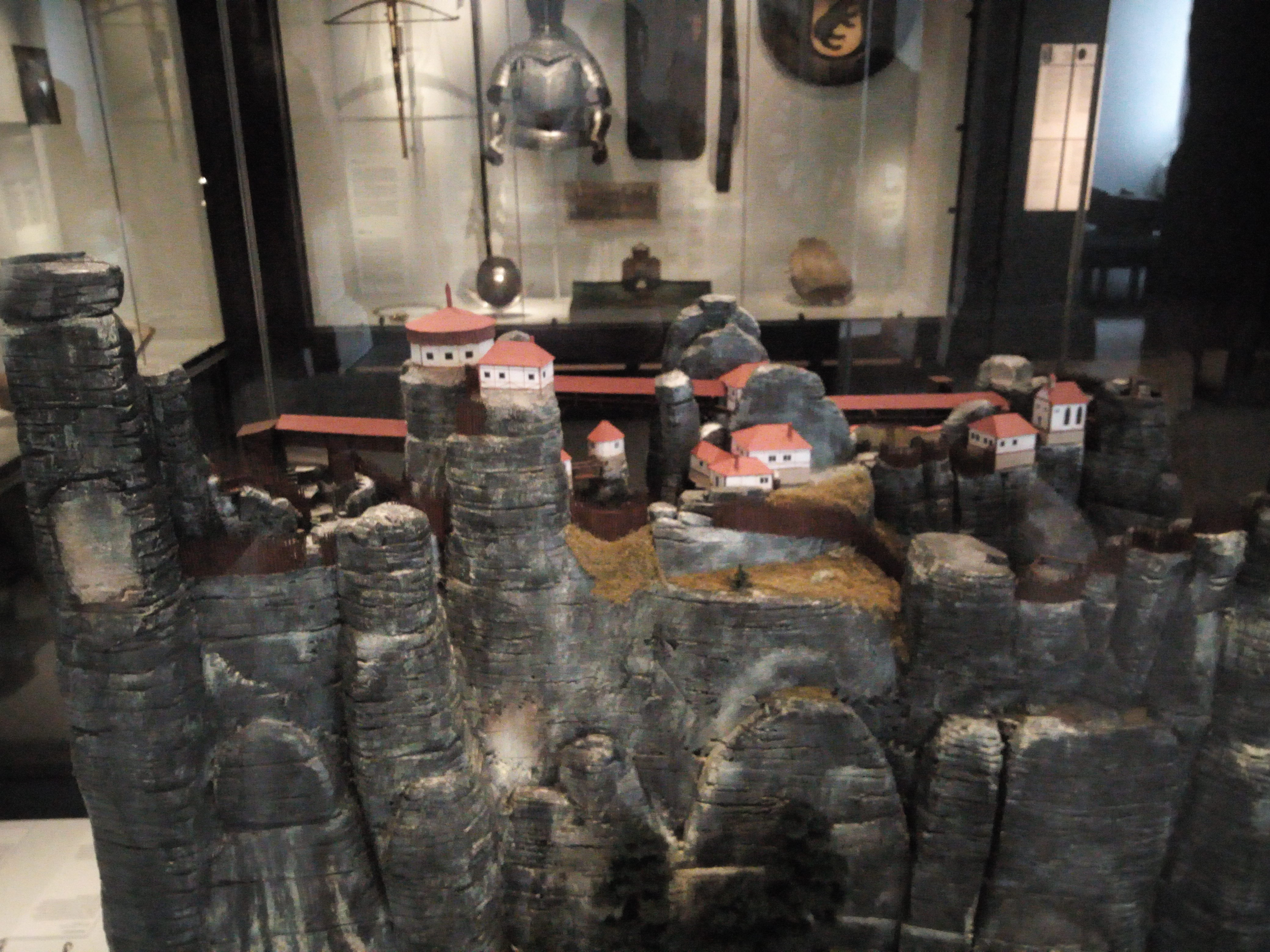
Maqueta de Neurathen Castle

Durant els anys 1982-1984,parts de l'extens castell es van utilitzar per construir el museu a l'aire lliure.